# Piste en sable fibré
Pour les articles homonymes, voir PSF.
Une piste en sable fibré (PSF) est une piste de courses ou d'entraînement (essentiellement pour les chevaux) dont le revêtement est composé de silice pure associée à différents éléments tels des microfibres synthétiques, des corps gras et des microparticules.

## Description
Ce revêtement est à différencier de la pouzzolane et du mâchefer. Parmi les pistes en sable fibré, plusieurs types sont à différencier :
- Dirt : sable mélangé à du limon et de l’argile, aussi utilisé pour des pistes de compétition de motos.
- Polytrack
- Fibrée huilée

## Fonction
La piste de sable fibrée permet la tenue de course durant l'hiver, où elles sont préférées aux pistes en gazon.
Elles nécessitent une bonne aptitude de la part des compétiteurs à ce genre de surface. 

## Hippodromes équipés
Différents champs de courses à travers le monde sont équipés de ce genre de piste : Chantilly, Deauville, Madrid, Dubaï...
La mairie de Pau a financé une piste de sable fibré pour l'hippodrome local en 2005, puis a financé sa rénovation au printemps 2019. L'hippodrome de Cagnes-sur-Mer a fait refaire sa piste en sable fibré en 2023, pour un coût de plus de 3 millions€.